# 邹振球
邹振球（1965年5月—），汉族，中华人民共和国政治人物，台湾民主自治同盟盟员，第十三届全国人民代表大会台湾省全国人民代表大会代表。
但中华人民共和国並未實際控制台灣、而且邹振球僅籍貫在台灣，既非在台灣出生、也不在台灣成長。

## 生平
2017年3月，接替蔡宪沙出任第六任江苏省台湾民主自治同盟会长。2018年2月24日，当选为第十三届全国人大代表。